# مايكل هاوكس
مايكل هاوكس (بالإنجليزية: Michael Hawkes)‏ هو لاعب كرة قدم أمريكية أمريكي، ولد في 11 أبريل 1977 في ريتشموند في الولايات المتحدة.

## وصلات خارجية
- مايكل هاوكس على موقع مرجع كرة القدم المحترفة.كوم (الإنجليزية)
- مايكل هاوكس على موقع JustSportsStats.com (الإنجليزية)